# Arabellites saxalensis
Arabellites saxalensis is een uitgestorven borstelworm. De wetenschappelijke naam van de soort werd in 1976 gepubliceerd door Du Chêne.